# اقتصاد القارة القطبية الجنوبية
لا يجري أي نشاط اقتصادي في الوقت الحاضر في أنتاركتيكا، باستثناء الصيد قبالة السواحل وسياحة صغيرة الحجم، مقرها في الخارج على حد سواء. مصائد الأسماك في المنطقة القطبية الجنوبية في الفترة 1998-1999 (1 يوليو-30 يونيو) جمعت ما يفوق عن 119٬898 طن.في اطار تنظيم الصيد في أنتاركتيكا في عام 1998 أسفرت عن ضبط (من قبل فرنسا وأستراليا) ما لا يقل عن ثماني سفن صيد. زار 10.013 سائح في 1998-1999 في الصيف ارنتاكتيكارتفاعا من 9.604 في العام السابق. كلهم تقريبا من 16 من ركاب شركات تجارية (غير حكومية) وعدد من السفن واليخوت ب116 رحلة خلال فترة الصيف. معظم الرحلات السياحية استمرت نحو أسبوعين
.
اعتبارا من عام 2006،زار عدد من السفن لنقل الناس في أنتاركتيكا لزيارة مواقع محددة ذات المناظر الخلابة. كانت هناك رحلات جوية للنزهة تبدا من أستراليا ونيوزيلندا وتمر فوق القطب الجنوبي وتعود مرة أخرى، إلى أن وقع حادث قاتل في الرحلة طيران نيوزيلندا الرحلة 901 بالقرب من جبل ايريبوس في أواخر عام 1979.